# Siah-Bilav
Siah-Bilav es un lloc de l'antiga regió de Gurgan on es va lliurar una batalla entre les forces timúrides de Xah Rukh i el kan de Gurgan i Astarabad, Pirak Padshah que comptava amb el suport dels rebels dirigits per l'amir Said Khoja, que després de ser derrotats s'havien refugiat al Gurgan.

## Batalla
El 8 de setembre Xah Rukh entrava al Mazanderan oriental (Gurgan) i es presentava davant de Tenaseman, on governava Baiazet Jupan, servidor de Pirak Padshah. Xah Rukh va descartar l'atac a Tenaseman ja que la clau de la província era Astarabad, i es va dirigir allí. En una escaramussa a Feraskhaneh, algun alts oficials de Pirak foren fets presoners i executats. L'exèrcit khurasaní es va establir a un lloc de la plana d'Astarabad anomenat Siah-Bilav; l'exèrcit del kan, molt nombrós, estava fora de la ciutat i va iniciar l'atac: Pir Pirak al centre, Xams al-Din Utx Kara a l'esquerra i Said Khoja i els seus amirs a la dreta; per part de Xah Rukh a l'esquerra Yusuf Khalil, Jahan Malik i el príncep Muhammad Umar; al centre Ali Tarkhan i a la dreta Ulugh Beg i Xah Malik. La victòria fou per Xah Rukh.

## Conseqüències
Pirak Padxah va fugir cap al desert fins a Coràsmia. Tot el Gurgan, Astarabad i en general el Mazanderan oriental van quedar en mans de Xah Rukh. Said Khoja i alguns dels seus van fugir a Siraz; Xams al-Din Utx Kara i Said Huixham (fill de la filla de Said Khoja) es van sotmetre a la clemència del sobirà que els va perdonar. Tots els càrrecs que tenia abans Said Khoja foren conferits a Jahan Malik. Sayyid Izz al-Din Hazarjeribí va enviar regals a Xah Rukh. Tot el Mazanderan es va sotmetre i la khutba es va llegir en nom de Xah Rukh i es va encunyar moneda amb el seu nom i rostre. El gran sadr (alta figura religiosa) Mawlana Jalal al-Din Luft Allah Sadr fou enviat a Sari on va negociar amb el governador de la província Razi al-Din Said Murtaza un tractat pel qual mai desobeiria les ordres de Xah Rukh. Mawlana Sadr al-Din Ibrahim Sadr fou enviat a Hazarjerib que va oferir la completa submissió.